# Makro

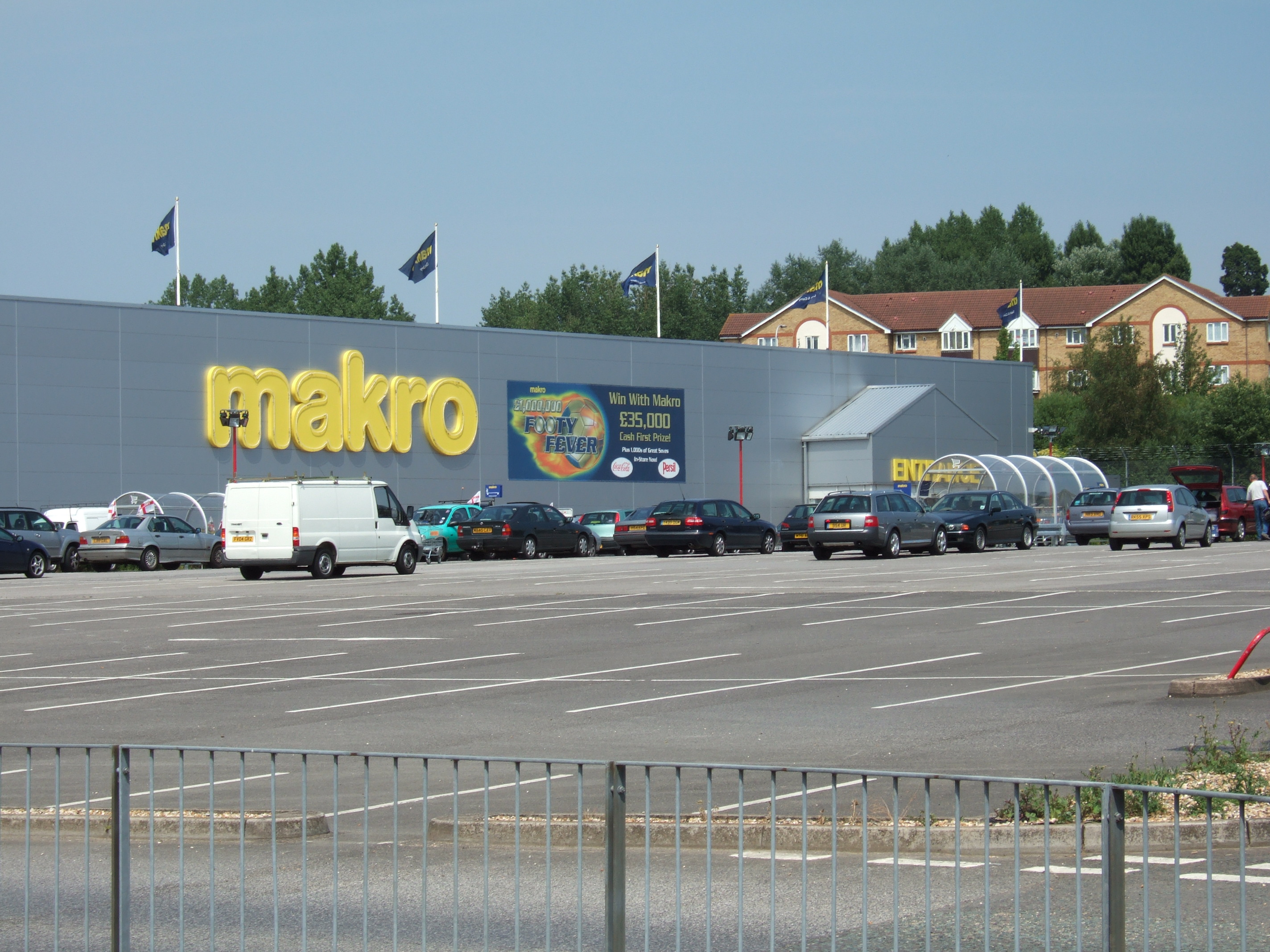
Almacén de Makro en Reading, Berkshire (Reino Unido).

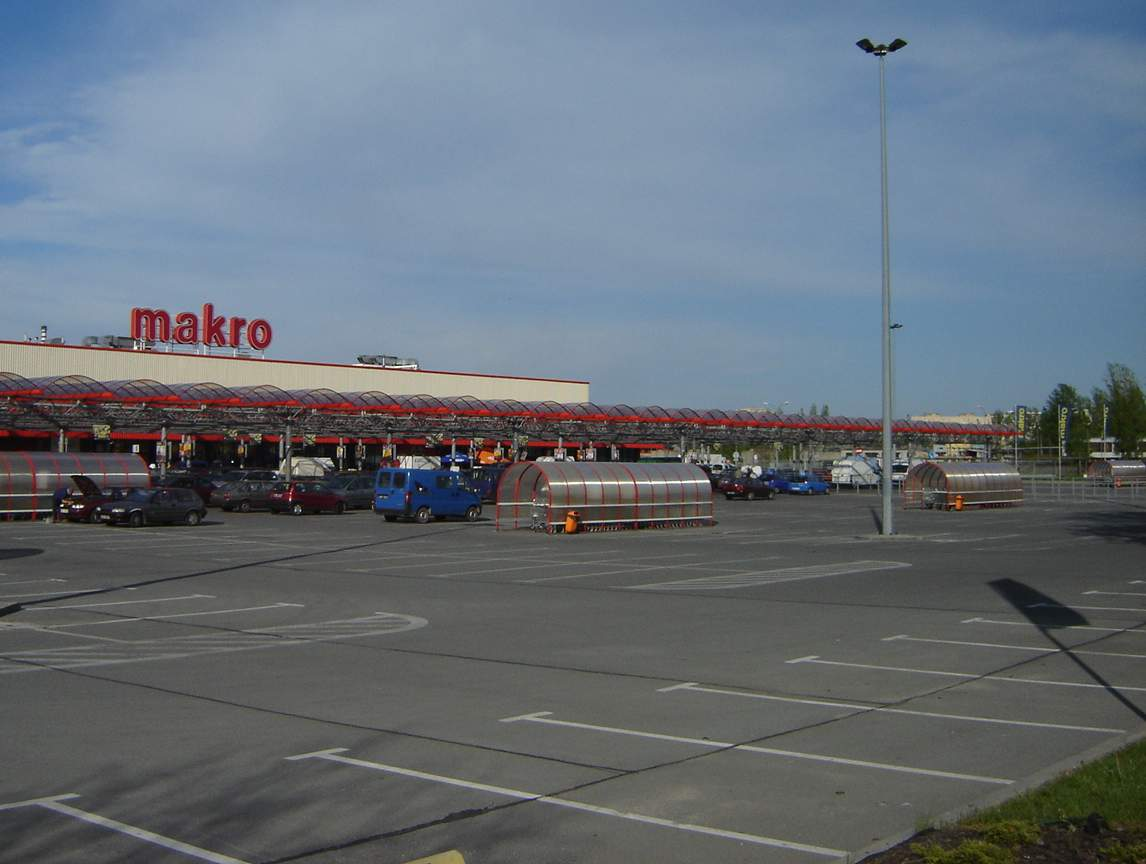
Estacionamiento exterior de Makro.

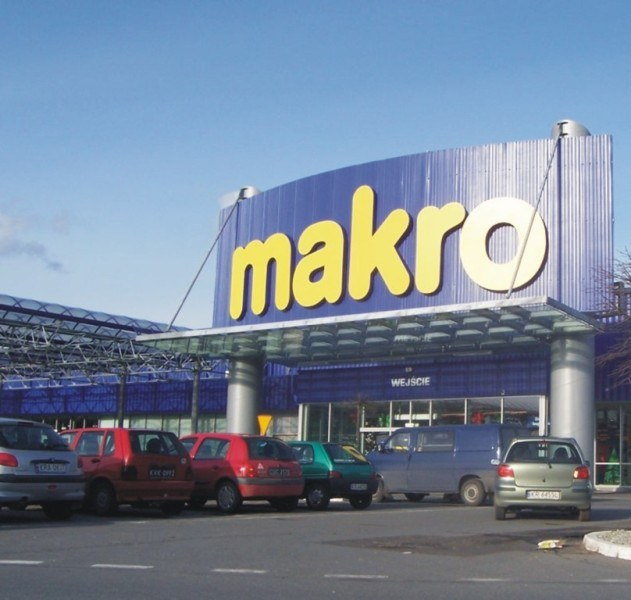
Exterior de un Makro en Cracovia, Polonia.

Makro (estilizado como makro) es una cadena de tiendas de autoservicio de ventas al por mayor de insumos comerciales. Fue fundada el 31 de marzo de 1968 en Ámsterdam, Países Bajos, por el sistema de Otto Beisheim.
Makro abrió sucursales en el resto de los países europeos. En 1970 y 1980 amplió su negocio en América y Asia. Sin embargo, vendió sus sucursales en Norteamérica y en otros países.
Las tiendas Makro no están abiertas para el público en general sino para aquellos que se registren en el sistema de makro y posean su pasaporte. Las tiendas Makro sirven generalmente a sectores como hoteles, restaurantes y cátering (incluso en Makro Mail hay una sección dedicada a estos). En 1998 las tiendas europeas pasaron a formar parte de Metro Cash and Carry cuando el Metro AG adquirió los establecimientos Makro en Europa.
Makro hoy forma parte de tres consorcios diferentes SHV Holdings (América), Metro AG (Europa) y Charoen Pokphand Group (Asia). En la actualidad Makro tiene abiertas más de 700 tiendas en tres continentes; esto lo convierte en la empresa de ventas al por mayor más grande del mundo y es el tercer grupo mundial en distribución, con presencia en 33 países (la facturación total del grupo Metro fue de 60 mil millones de € en 2006). La facturación de Makro durante el año 2007 fue de 31,7 miles de millones de euros.

## Makro España
- Makro España fue fundada en septiembre de 1972 y actualmente cuenta con 37 tiendas en 15 comunidades autónomas[4]
- En 2021 tiene 3700 empleados
- La facturación de Makro España en 2021 fue de €1461 millones[5]

## Makro Venezuela
- Makro Venezuela opera 37 establecimientos[6] en formato de Mayorista que abarca casi todo el territorio nacional las cuales poseen un amplio estacionamiento en cada una de sus sedes; además controla un centro de acopio y distribución[7] y también posee una subsidiaria de ventas al detal en formato de Supermercado llamado Mikro el cual posee 19 tiendas (Actualmente desaparecido)[8] distribuidas en los estados federados de Aragua, Bolívar, Carabobo, Distrito Capital, Guarico, La Guaira, Miranda, Lara y Zulia
- Actualmente la cadena opera bajo licencia de marca en conjunto con Redvital Comercializadora S.A bajo Formato Redvital+Makro en una parte de las Ubicaciones que pertenecen a Marko, 20 de 37 locaciones han sido convertidas a dicho formato

## Makro Perú
- Makro Perú comenzó operaciones en junio del 2009
- La primera tienda fue inaugurado en el centro comercial Plaza Norte.

- El 23 de diciembre del año 2020, después de 11 años y medio de operaciones normales, se concreta la venta de las operaciones en Perú de la cadena mayorista holandesa Makro a Supermercados Peruanos S.A., en dicha transacción se incluye la transferencia de las 16 tiendas que tenía en Perú junto con sus marcas propias.[9]

- A su vez, hasta ese entonces, Supermercados Peruanos S.A. tenía una propia cadena de supermayoristas llamada "Economax", fundada y abierta en 2011, cerrada en 2013 (como tienda de bodega), reabierto en 2018 y fusionada con Makro en 2021, lo cual le permitió a esta última sumar 6 tiendas más, desde entonces ha empezado a expandirse a distintos lugares del Perú, cómo San Vicente de Cañete o Chimbote.[10]

- A finales de 2021, Makro Perú cambia su logo a uno más similar al de Europa que al de América.

- A diciembre de 2024 opera 27 tiendas en todo el país.

## Presencia internacional de Makro
Los centros Makro presentes en Europa pertenecen a Metro AG desde que fueron comprados en 1998. 
Los centros Makro en América siguen perteneciendo al Grupo neerlandés SHV Holdings. Pero en diciembre del 2020, el grupo InRetail, de la multinacional sudamericana Intercorp, adquiere el 100% de las acciones y la operación de Makro a SHV Group en el país de Perú, a pesar de la crisis política y recesión que acontece en ese entonces. Por lo tanto las tiendas Makro en ese país ya no pertenecen al Grupo Holandés SHV Holdings.
Los de Asia pertenecen a Charoen Pokphand Group desde que fueron comprados en 2013. 
Las tiendas del resto del mundo fueron vendidas progresivamente a diferentes empresas locales y fueron absorbidos por estos.

### Europa
Los centros Makro de Europa pertenecen a Metro AG, con excepción de Reino Unido que es propiedad de Booker Group:
- Bélgica
- República Checa
- España
- Países Bajos
- Polonia
- Portugal
- Reino Unido

### América
Los centros Makro de América pertenecen a SHV Holdings, a excepción de Colombia, que es propiedad de Grupo Falabella desde 2011, Perú que es propiedad de Intercorp desde 2020 y Argentina, que es propiedad de Cencosud)
- Argentina
- Brasil (hasta 2023)
- Colombia
- Perú
- Venezuela ("Makro" y "Mikro", desde 2021 operando bajo licencia de marca con Redvital)
- Uruguay

### Asia
Los centros Makro de Asia pertenecen a CP All (Charoen Pokphand Group):
- Myanmar
- Camboya
- Tailandia